# Rhinolophoidea
Rhinolophoidea (підковикуваті) — надродина кажанів. Ніколь Фолі зі співавторами проаналізували велику базу молекулярних даних і з'ясувати філогенетичні відносини всередині родин Rhinolophidae і Hipposideridae. Філогенетичні аналізи продемонстрував парафілію найбільшого роду, Hipposideros. Дослідження підтримали необхідність підвищення рангу підтриби Rhinonycterina до рівня родини Rhinonycteridae. 
Вид Anthops ornatus утворює слабо підтримувану групу з H. jonesi, H. armiger, H. larvatus, отже Anthops, швидше за все, являє собою неправильно оголошений член роду Hipposideros. Однак, оскільки це засновано на невеликому наборі даних, результат не є остаточним. Таким чином, ми не можемо виключити можливість того, що Anthops є особливим родом базальним (належить до нижнього шару) до Hipposideros.
Отримана часова шкала розходження наступна: Rhinolophoidea і Pteropodidae розділилися приблизно 59 млн.р.т. Rhinolophidae і Hipposideridae розійшлися в Африці від їх загального предка приблизно 42 млн.р.т. в еоцені. Родина Rhinonycteridae відокремилась від Hipposideridae приблизно 39 млн.р.т. також в Африці.

## Систематика
надродина Rhinolophoidea (містить 6 родин, 20 родів, 224 види)
- Craseonycteridae (джмелевикові)
  - Craseonycteris
- Hipposideridae (гіпосідерові)
  - Anthops
  - Asellia
  - Aselliscus
  - Coelops
  - Doryrhina
  - Hipposideros
  - Macronycteris
- Megadermatidae (псевдовампірові)
  - Cardioderma
  - Eudiscoderma
  - Lavia
  - Lyroderma
  - Macroderma
  - Megaderma
- Rhinolophidae (підковикові)
  - Rhinolophus
- Rhinonycteridae (ринониктерові)
  - Cloeotis
  - Paratriaenops
  - Rhinonicteris
  - Triaenops
- Rhinopomatidae (мишохвостові)
  - Rhinopoma